# Yebo
Yebo ist eine deutsche Ska-Band. 1979 in Berlin gegründet, tritt die Band in weitestgehend unveränderter Besetzung bis heute regelmäßig auf. Klanglich orientiert sich Yebo am „klassischen“ Original. Freunde der Skatalites bzw. Don Drummonds entdecken im Repertoire von Yebo viele alte Bekannte neben den Yebo-eigenen Kompositionen. Dabei klingen Yebo mit ihrer breiten Mischung von Instrumentals und einigen Gesangspassagen ziemlich komplex, jedoch keineswegs abgehoben. Der Name der Band leitet sich vom Zulu-Wort für „ja“ ab. Teile der Band sind gleichfalls Mitglieder des Parallelensembles Jazzbo, dessen Schwerpunkt noch näher am Ska-Jazz liegt.

## Diskografie
- 1992: Sampler Skandal! No 3. (Vielklang/Pork Pie)
- 1993: Eastern Standard Time (Vielklang/Pork Pie)
- 1994: The Conquering Ruler mit Derrick Morgan (Vielklang/Pork Pie)
- 2004: Sampler Hauptstadt-Ska Vol 1 (SKARO-Records/Buschfunk)
- 2006: Ska from Heaven (SKARO-Records/Buschfunk)
- 2007: Sampler Hauptstadt-Ska Vol 2 (SKARO-Records/Buschfunk)